# Marionetz
Die Marionetz sind eine 1978 (unter dem Namen „The Marionettes“) gegründete, deutsche New-Wave-/Punkband aus München, die nach der Umbenennung und dem Umstieg auf deutsche Texte zu Prototypen des deutschen Fun-Punk wurde.

## Geschichte

### Vorgeschichte (The Marionettes)

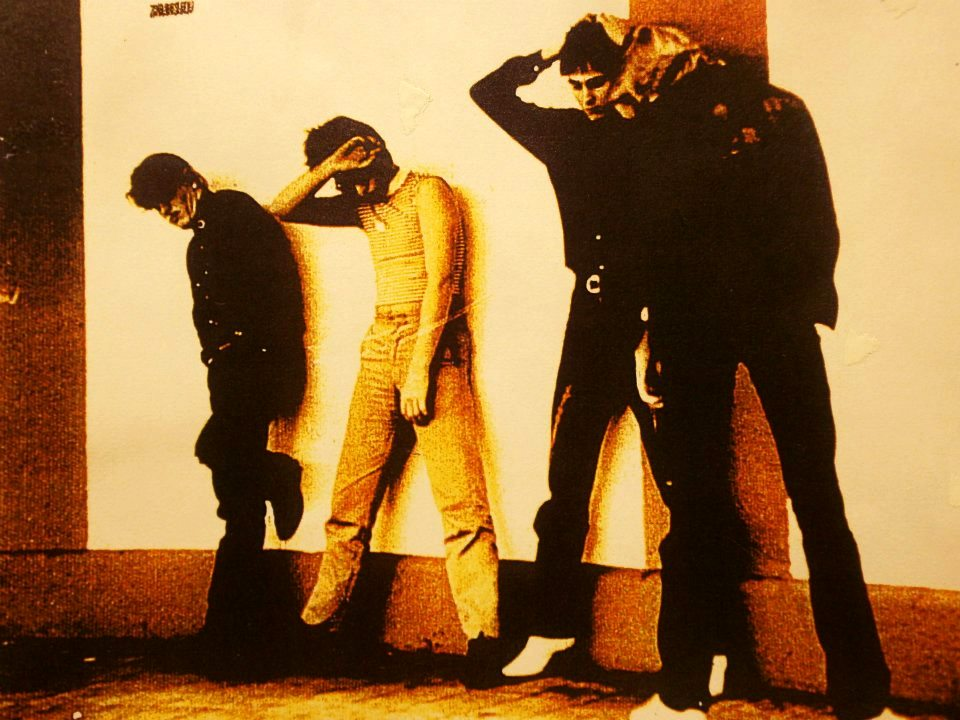
The Marionettes 1978 bei einem Fotoshooting: Thommy Davis, Sigi Pop, Biffi, Günther B

Im August 1977 stieg Sigi Pop am Bass in die Doom-Metal-Band Crashin Heave („Krachende Kotze“) ein, wo er seinen späteren und ständigen Mitstreiter Günter B. an der Gitarre kennenlernte, damals 17. Im Jahr 1978 lernten sie den deutschamerikanischen Sänger Tommy Davis und seinen Drummer Biffi von der Wave-Combo TV Phone kennen. Im Sommer desselben Jahres begannen sie, als The Marionettes zu spielen. An Bord war noch Gitarrist Achim, der später mit Alan Parsons Project und Pink Floyd arbeitete. Achim war es jedoch bald zu wild, zu laut, zu unmusikalisch und er ging wieder schnell von Bord.
Die Band orientierte sich an angesagten Bands wie den Stooges, Wire, Roxy Music, The Clash und Sex Pistols, aber vor allem an den, damals noch „kompromisslosen“, Ultravox.
Schnell stiegen sie als Münchens Kultband und Geheimtipp auf. Die Münchner Blätter schrieben euphorisch, und der Filmemacher Klaus Lemke engagierte sie für zwei seiner Filme „Ein komischer Heiliger“ und „Der Allerletzte“.
Lothar Meid und John Weinzierl von Amon Düül 2 nahmen sich ihrer an und organisierten u. a. Support-Gigs für Japan und Police.
Die Marionettes spielten wilde, kompromisslose Konzerte, vor fast jedes Mal komplett unterschiedlichem Publikum. Wobei allen voran Tommy Davis, der das Publikum, egal wo, ständig bis aufs Blut provozierte. Damals gab es in München 1978/79 weder eine große Punkszene noch passende Auftrittsmöglichkeiten. Songs entstanden, wobei viele auf den späteren Marionetz LPs/Singles verwendet wurden.
Im Münchner Arco-Studio produzierte Lothar Meid mit Toningenieur Tom Winter (u. a. Boomtown Rats) eine komplette The-Marionettes-LP, die aber niemals veröffentlicht wurde. In der Band wurde es immer klarer, dass sie sich musikalisch voneinander entfernten, Tommy Davis wollte weg vom Punk und mehr Richtung düsterer Avantgarde à la Roxy Music oder Talking Heads. Sigi Pop jedoch wollte Power- und Funpunk wie Damned oder Ramones spielen. Als Schlagzeuger Biffi dann auch noch zur Bundeswehr musste und die letzten beiden Konzerte mit Amon Düül 2 Schlagzeuger Danny Fichelscher bestritten wurden, zerbrach die Band.
In dieser Ära entstand der von Sigi Pop geschriebene Song Ich bin ein T-Shirt, der später 250.000 mal verkauft wurde.
Tommy Davis arbeitete daraufhin als Schauspieler, machte mit Lothar Meid am Bass, dem Gitarristen Nick Woodland, unter dem Namen Marionettes noch einige Jahre lang weiter und zog später nach Kalifornien.

### 1979

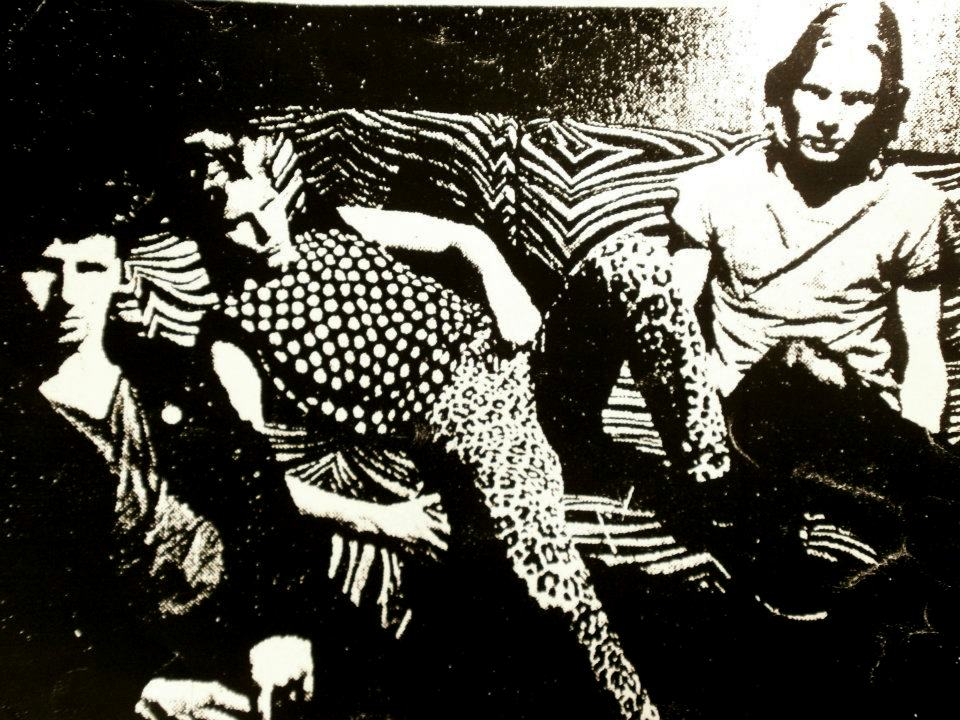
Marionetz 1981 im Studio: Early Ledder, Sigi Pop, Günther B

Nach dem Split von The Marionettes 1979 versuchten sich Sigi Pop (Bass/Voc.) und Günther B. (Gitarre) in verschiedenen Formationen, wie mit den Musikern von Pack. Gründeten The Dominos u. a. mit einem frühen Ex-Gitarrist von The Damned und Franz Trojan an den Drums, die sich jedoch nach kurzer Zeit wieder auflöste.
Später stieß Early Ledder / Fred Hubb (Christian Trautner) dazu. Ein bayrischer Keith Moon, der völlig unorthodox Schlagzeug spielte, da er eigentlich Keyboarder war. Aus dieser 3er Formation gründete man dann spontan die Marionetz.
Zuerst noch mit englischen Texten, die jedoch ein jähes Ende fanden, als Sigi Pop sie zur Korrektur einem englischen DJ des Damage Clubs vorlegte und dieser nach längerem Studium verwundert fragte, welche Sprache das denn wäre? Aus purem Trotz schrieb er dann die Songs der späteren „Jetzt Knallts“ LP mit rein deutschen Texten. Das war die Geburt des deutschen Funpunks.

### 1980–1985

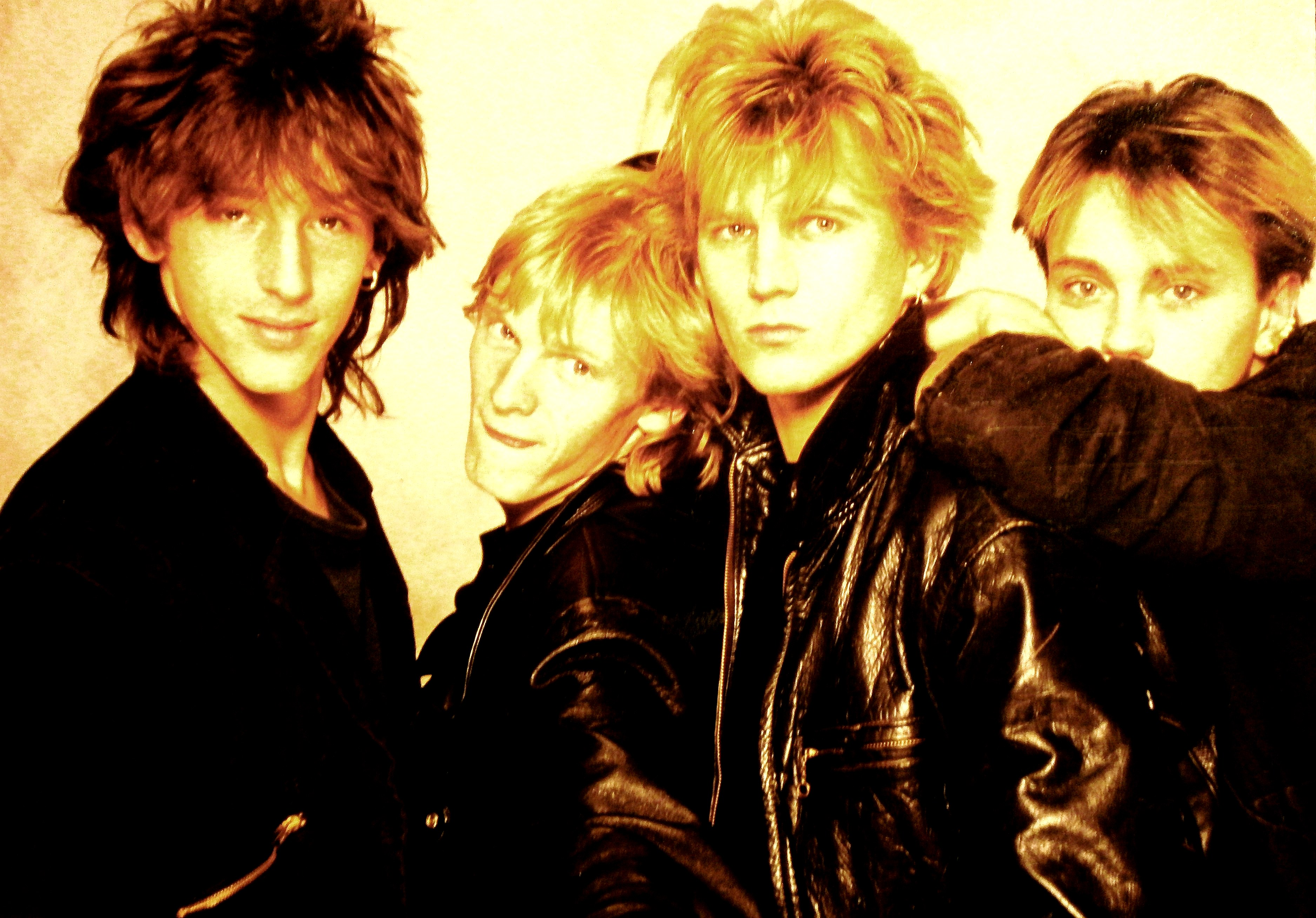
Marionetz 1984: v.l. Django Schuster, Günther B, Sigi Pop, Michi Sailer

1980 wurde mit Toningenieur Stefan Zauner, Amon Düül 2 später Münchner Freiheit, die 1. offizielle Single „Wir sind die Marionetz“ auf und verkaufte 1000 Stück per Hand „Gas Gas Gas“ und später „Ich bin ein T-Shirt“ werden jeweils Nummer 1 in den Spex-Leser- und Redaktions-Charts. 1981 Wieder mit Toningenieur Stefan Zauner, 1. LP „Jetzt knallts“ auf, die zu einer Kultscheibe wurde und bis heute immer wieder neu aufgelegt wird. 1982 folgten die Aufnahmen zum Kult Sampler „Soundtracks zum Untergang II“ mit „Action“ und dem mittlerweile berühmten „Ich bin ein T-Shirt“ die beide eigentlich zu den Outtakes der 1. LP gehörten.
Der Soundtrack-Song „So jung, so stolz und arbeitslos“ wurde noch eingespielt, jedoch erst 12 Jahre später veröffentlicht. Der Fußballsong „Heya Heya TSV“ wird bis heute in den Stadien gesungen.
Auf der folgenden Tour durch Norddeutschland stieg Schlagzeuger Early Ledder / Fred Hubb (Christian Trautner) völlig überraschend aus.
Michi Sailer kam von Tollwut als neuer Bassist und von den Fkk Strandwixern stieß Django Schuster als Schlagzeuger dazu. Sigi Pop sang nur noch und bediente eine Kinderorgel.
Mit der neuen Besetzung ging es nun weiter im speedigsten Powerpoppunk. Doch ihr Label No Fun hatte dafür kein Verständnis und cancelte die zweite LP „Marionetz im Weltraum“ – die nie aufgenommen wurde. Da die Band nun ohne Plattenvertrag dastand, spielten sie umso mehr live. Der Zeitgeist wandte sich mehr dem Pop zu und Marionetz standen vor der Auflösung.
Bei einem der letzten Konzerte im Rigan Club kamen irrwitzigerweise die damaligen Stars der Neuen Deutschen Welle, Nena und Markus, die sich in München zu Dreharbeiten aufhielten, auf die Bühne sowie Franz Trojan, der zum Marionetz-Track „Leck mich am Arsch“ trommelte, einer Coverversion des Spider Murphy-Hits „Wo bist du“. Der Produzent Harald Steinhauer hörte mit und bot sofort Demoaufnahmen an. Und daraus wurde ein Major-Plattenvertrag mit Warner Bros. Bedauerlicherweise entschied sich der Produzent von den knapp 20 Demo-Tracks, ausschließlich für die potentiellen poppig klingenden, kommerziell erfolgversprechenden, langsameren Songs und der Rest des hervorragenden Materials verstaubte. 1984 erschien die zweite LP „Vierzehn“ auf Warner Brothers mit 2 Single-Auskopplungen. Das Label legte sich mächtig ins Zeug und verschaffte der Band TV-Auftritte, Interviews in Pop Magazinen. Trotz hervorragender Pop-Produktion des Albums fühlten sich die Marionetz niemals der neuen deutschen Welle zugehörig. Fast zeitgleich bekamen Sigi Pop und Michi Sailer die Hauptrollen in der 13-teiligen TV Musikserie BLAM!. Da der von Warner Bros. erhoffte kommerzielle Erfolg ausblieb, und nachdem Michi Sailer die Band verließ, wurde auf eine weitere Zusammenarbeit mit dem Label verzichtet.
Als Ersatz für Michi Sailer kam Rainer Germann (Gussie) von Broken Colours. 1985 trennte sich die Band in Freundschaft. Sigi Pop stieg aus wurde Straight Edge, engagierte sich für Vegetarismus, Tierschutz und in der APPD und der Rest machte unter dem Namen The Mask weiter.

### 1990–2007

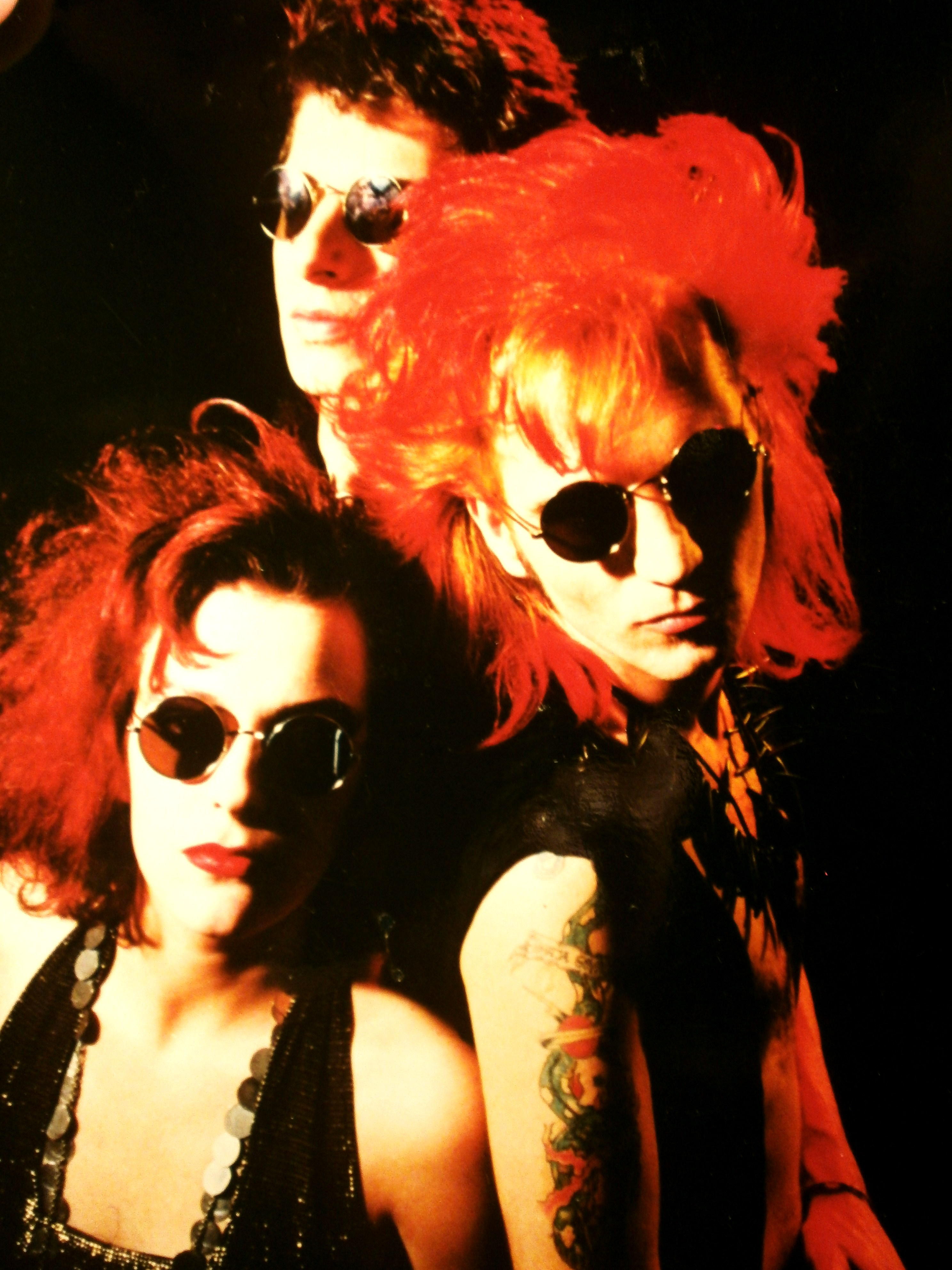
Marionetz 1991: Marion Ätz, Sigi Pop, Early Ledder

Nach längerem Indien-Aufenthalt von Sigi Pop, kam 1990 das 1. Revival, zusammen mit dem alten Schlagzeuger Early Ledder und der neuen Bassistin Marion Ätz (Andrea Carmine) später Vocaholics, zustande.
Sigi Pop spielte diesmal die Gitarre. Die sehr rockige, aber perfekt produzierte dritte LP „Die grössten Misserfolge“ wurde aufgenommen und sollte von Trini Trimpop auf dem Toten-Hosen-Label erscheinen. Doch Sigi Pop wollte lieber meditieren und reisen und löste die Band wieder auf.
Ab 1993 spielte Sigi Pop dann live solo als Akustik-Punkrock-Entertainer und bringt die „Herman Monster“-CD/LP + 2 Singles raus.
Freund und Gitarrist Günther B. starb 1995 mit 34 Jahren an einem Schlaganfall. Zuletzt spielte er bei Lustfinger.
1999 gab sich die Creme de la Creme der deutschen Punkrockszene die Ehre und coverte auf einer Marionetz-Tribute-CD und -LP 28 Marionetz-Songs.
Mit dabei u. a. Rasta Knast, Die Kassierer, Rod Gonzalez (Die Ärzte), Public Toys, Wohlstandskinder, ACK, Eisenpimmel, Lustfinger und viele Münchner Bands.
Dank des starken Einflusses auf die deutsche Punk-Szene wurde den Marionetz, mit ihren originellen, witzigen Texten und außergewöhnlichen Kompositionen, ursprünglich von Buzzcocks, Clash und Ramones inspiriert, schon immer großer Respekt von Bands und Musikern entgegengebracht.
Eine weitere Reunion 2006/07 mit Alt-Schlagzeuger Django (Jürgen Schuster) und Gitarrist Chris Void (Melody Lee, Pearls For Pigs, The Void Heros), der früher schon Tontechniker und Lichtmann der Marionetz war. Der Hauptgrund für die Neugründung war jedoch das große „Mia san dagegen“-Filmpremiere-Festival. Kurz danach löste sich auch diese Formation auf.

### Seit 2012

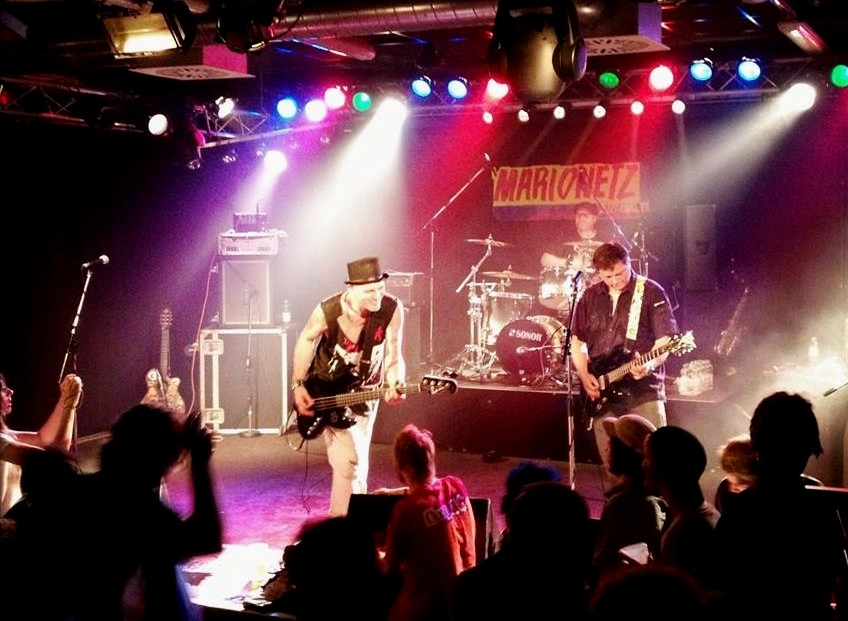
Marionetz 2013 live: Sigi Pop, Manny Bachinger, Chrissi Bischoff

2012 begegnen sich auf einer Nostalgie The Marionettes Session Sigi Pop und Gitarrist Manny B. (Durchfall, Hektik, Ivy League u. v. m.) und beschließen, langfristig zusammen wieder Oldschool Punkrock zu machen. Das Trio wurde von Chrissi Bischoff (Stimillion, The New Recruits) alias DJ Dragstar an den Drums komplettiert. Die ersten Live-Konzerte fanden 2013 statt. Marionetz spielt u. a. mit Spizz Energi und Barb Wire Dolls.

## Diskografie

### Alben
- 1981: Jetzt knallt's!
- 1984: Vierzehn
- 1991: Die größten Mißerfolge
- 1996: Dampfbad Live
- 1999: Mir san ned Marionetz (Tribute-Sampler)
- 2013: Weltmeister (4-Track-EP)

### Singles
- 1980: Wir sind die Marionetz
- 1983: Fremder Stern
- 1984: Allein
- 1994: Pretty Baby (The Marionettes)
- 1995: Marionetz im Weltraum

### Beiträge zu Kompilationen
- 1980: Beliebte Melodien aus dem deutschen Süden
- 1980: Reifenwechsel leicht gemacht
- 1982: Soundtracks zum Untergang II.
- 1994: Kampftrinker Stimmungshits Vol.2
- 1995: Haste mal ne Mark
- 1996: Up & Down
- 1996: Break the Rules Vol.7
- 1996: München in Punkrock 1979-82
- 1997: Freizeit 81
- 1997: Es klebt am Schuh
- 1997: All Complete 1998 – Dirty Faces Vol.1
- 1998: Stumpf ist Trumpf und Oi! ist Gold
- 1999: Pogo in der Gegengerade
- 1999: Mir san ned Marionetz (Tribute-Sampler)
- 2003: Punkrock BRD
- 2004: Spex-Sampler
- 2007: Mia san dageng! Teil 1 Hits und Schmankerl
- 2007: Mia san dageng! Teil 2 Raritäten und Spezialitäten
- 2007: Mia san dageng! Teil 3 Jetzt erst recht!

### Tape
- 1995: The Ultimate Marionetz-Attack